# Municipio de Mount Tirzah
El municipio de Mount Tirzah (en inglés: Mount Tirzah Township) es un municipio ubicado en el  condado de Person en el estado estadounidense de Carolina del Norte. En el año 2000 tenía una población de 2.935 habitantes.

## Geografía
El municipio de Mount Tirzah se encuentra ubicado en las coordenadas 36°17′8.17″N 78°51′46.84″O / 36.2856028, -78.8630111.